# Campeonato Mundial de Atletismo Adaptado
El Campeonato Mundial de Atletismo Adaptado es la máxima competición de atletismo adaptado a nivel internacional. Es organizado desde 1994 por el Comité Paralímpico Internacional.

## Ediciones
| N.º  | Año  | Sede         | País                   |
| ---- | ---- | ------------ | ---------------------- |
| I    | 1994 | Berlín       | Alemania               |
| II   | 1998 | Birmingham   | Reino Unido            |
| III  | 2002 | Lille        | Francia                |
| IV   | 2006 | Assen        | Países Bajos           |
| V    | 2011 | Christchurch | Nueva Zelanda          |
| VI   | 2013 | Lyon         | Francia                |
| VII  | 2015 | Doha         | Catar                  |
| VIII | 2017 | Londres      | Reino Unido            |
| IX   | 2019 | Dubái        | Emiratos Árabes Unidos |